# Elacatinus
Elacatinus är ett släkte av fiskar. Elacatinus ingår i familjen smörbultsfiskar.

## Dottertaxa tillElacatinus, i alfabetisk ordning[1]
- Elacatinus atronasus
- Elacatinus chancei
- Elacatinus colini
- Elacatinus digueti
- Elacatinus dilepis
- Elacatinus evelynae
- Elacatinus figaro
- Elacatinus gemmatus
- Elacatinus genie
- Elacatinus horsti
- Elacatinus illecebrosus
- Elacatinus inornatus
- Elacatinus janssi
- Elacatinus jarocho
- Elacatinus limbaughi
- Elacatinus lobeli
- Elacatinus lori
- Elacatinus louisae
- Elacatinus macrodon
- Elacatinus multifasciatus
- Elacatinus nesiotes
- Elacatinus oceanops
- Elacatinus pallens
- Elacatinus panamensis
- Elacatinus phthirophagus
- Elacatinus pridisi
- Elacatinus prochilos
- Elacatinus puncticulatus
- Elacatinus randalli
- Elacatinus redimiculus
- Elacatinus rubrigenis
- Elacatinus saucrus
- Elacatinus serranilla
- Elacatinus tenox
- Elacatinus xanthiprora
- Elacatinus zebrellus